# ونتیمیلیا دی سیچیلیا
ونتیمیگلیا دی سیکیلیا (به ایتالیایی: Ventimiglia di Sicilia) یک کومونه در ایتالیا است که در استان پالرمو واقع شده‌است.

## خصوصیات
ونتیمیگلیا دی سیکیلیا ۲۶ کیلومترمربع مساحت و ۲٬۱۹۳ نفر جمعیت دارد و ۵۴۰ متر بالاتر از سطح دریا واقع شده‌است.